# NGC 975
NGC 975 is een spiraalvormig sterrenstelsel in het sterrenbeeld Walvis. Het hemelobject werd op 9 november 1884 ontdekt door de Amerikaanse astronoom Lewis A. Swift.

## Synoniemen
- PGC 9735
- UGC 2030
- MCG 1-7-9
- ZWG 414.17